# مدلجة

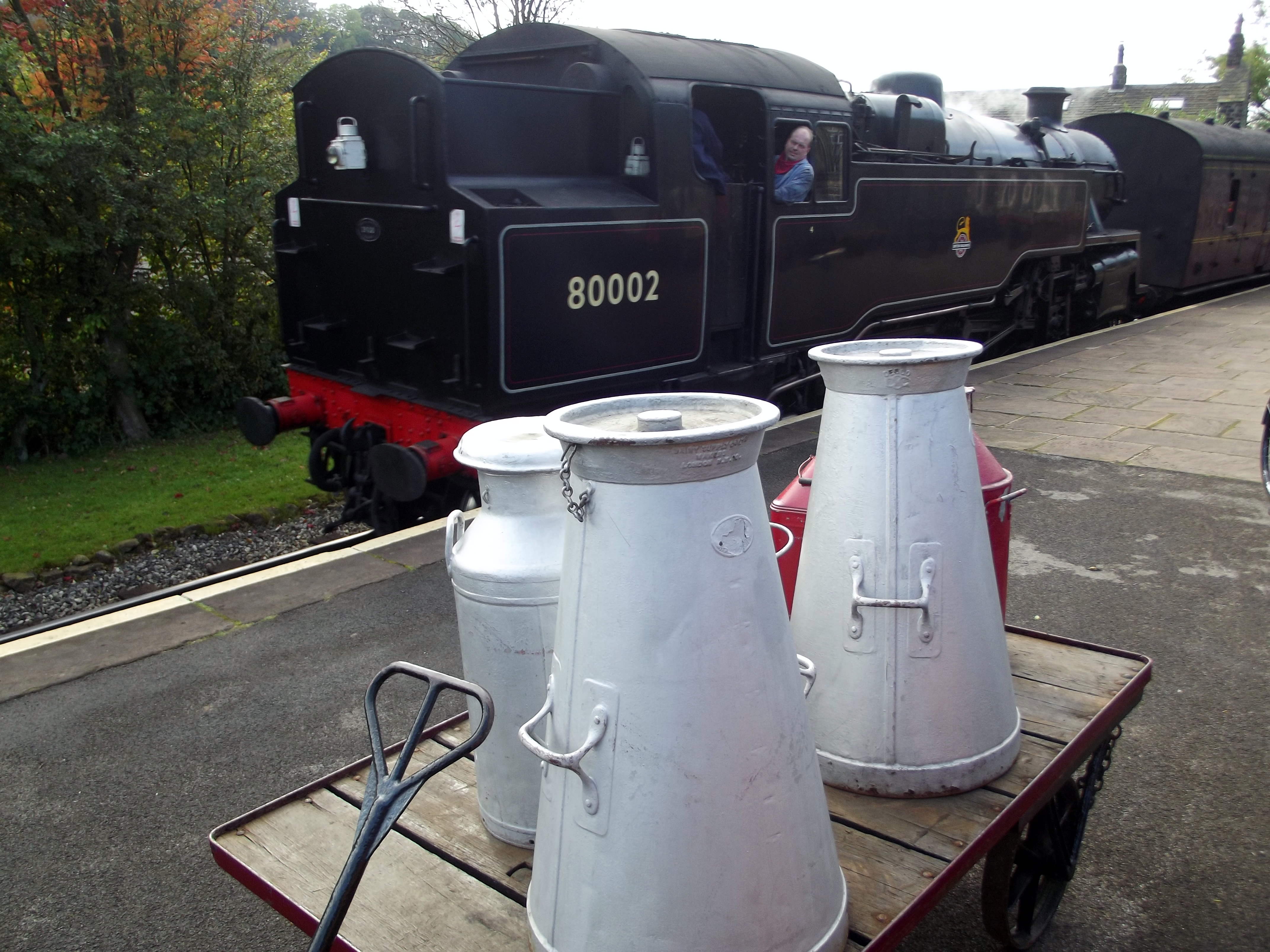
مِدْلَجَتَيْن منصة للسكك الحديدية

المِدْلَجَة (بالإنجليزية: Milk churn)‏ وعاءٌ طويل مخروطي أو أسطواني لنقل الحليب. فإن كان الوعاءُ يُستخدم لمخض الكثأة لاستخراج الزبدة فيُسمَّى مِمْخَض أو مِمْخَضَة. ومن أسماء الأدوات القديمة السقاء، الشكوة والنحي

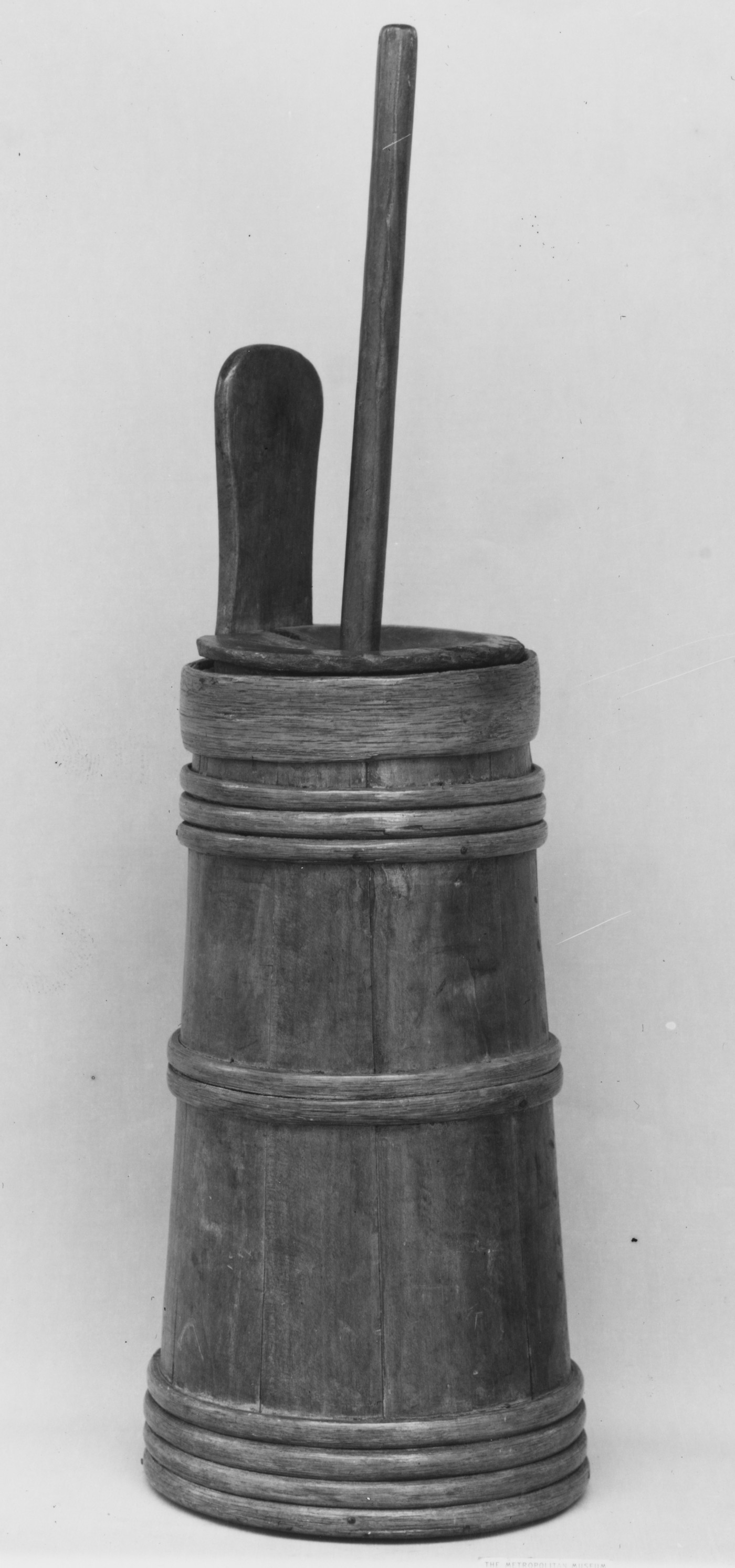
النوع الأصلي من مدلجة لعمل الزبدة، و هذه تسمى مخضة

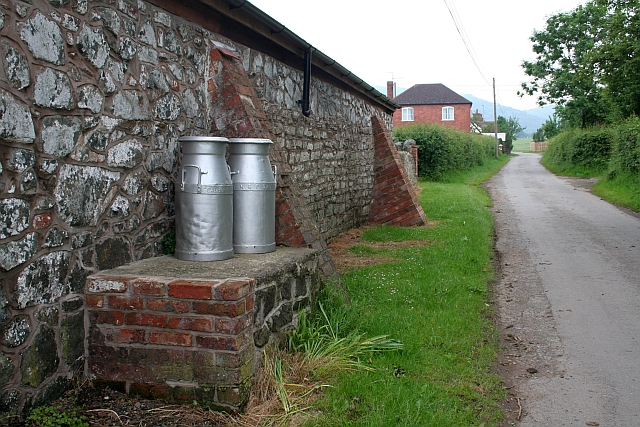
مصطبة للمدلجة

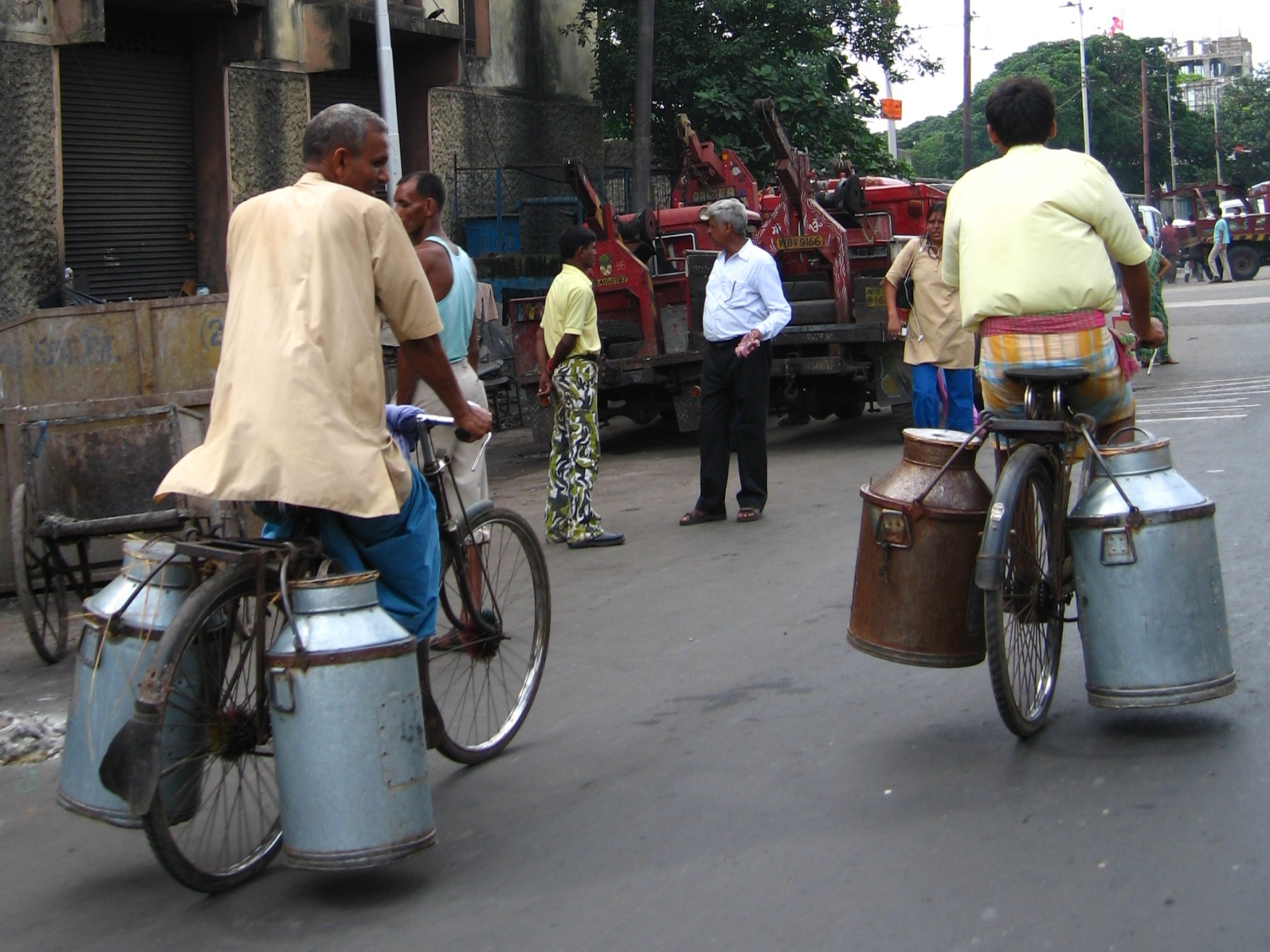
مدلجة على الدراجات ، كولكاتا ، الهند ، 2007
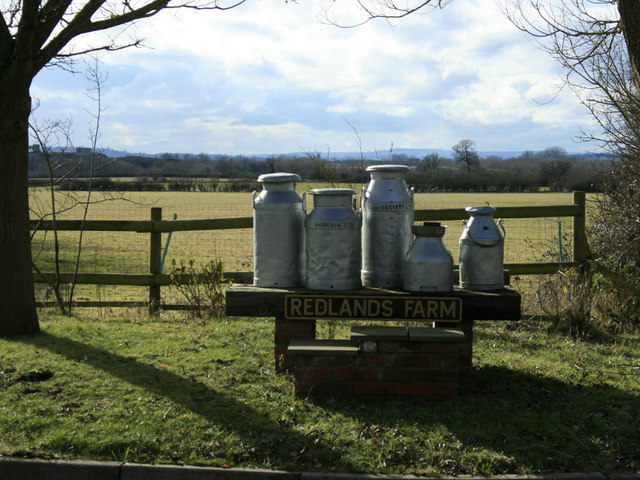
مدلجات بأحجام مختلفة

## التسمية
الدالِج: من يَنْقلُ اللَّبَنَ إذا حُلِبَت الإِبِلُ إلى الجِفانِ، وأداته هي المِدلجة.